# Rude Boy (пісня Ріанни)
«Rude Boy» (укр. Грубіян) — третій сингл барбадоської співачки Ріанни з її четвертого студійного альбому Rated R, випущений 19 лютого 2010 року.

## Відеокліп
Супровідне музичне відео для пісні "Rude Boy" було зрежисоване Меліною Мацукас, яка також була режисером для кліпу Ріанни на пісню Hard. Прем'єра відео відбулась 10 лютого 2010 року.
У відео Ріанна зображена в багатьох яскравих, різнокольорових сценках Карибського типу. У кліпі Ріанна грає на барабанах, позує з чоловіком, верхи на зебрі, мотоциклі та начиненому леві. У кліпі Ріанна зображена в різних костюмах, таких як боді із золотого мережива і комбінезон з чорно-білим принтом зебри, в якому вона сидить верхи на ній.

## Трек-лист
Digital download
1. «Rude Boy» — 3:43
2. «Rude Boy» (Instrumental version) — 3:43